# 나시 쿠닝
나시 쿠닝(인도네시아어: nasi kuning)은 인도네시아의 노란 코코넛밥이다. 강황을 넣어 지어 노란색을 띤다. 흔히 툼픙에 쓰인다.

## 만들기
강황을 넣고 물 대신 코코넛밀크에 쌀밥을 짓는다. 레몬그래스나 판단잎을 넣기도 한다.

## 같이 보기
- 나시 구리
- 나시 르막
- 나시 리웟
- 나시 다강
- 나시 우둑